# Isothrix barbarabrownae
Espèce
Statut de conservation UICN

 DD  : Données insuffisantes
Isothrix barbarabrownae est une espèce de rongeur tropical découverte en 2006 dans la forêt péruvienne.
Cette espèce a été décrite pour la première fois en 2006 par les zoologistes Bruce D. Patterson et Paul M. Velazco. 